# Aleksander Rozmus
Aleksander Rozmus född 18 januari 1901 i Zakopane, död 18 april 1986 i Paris var en polsk backhoppare. Han var med i de Olympiska vinterspelen i Sankt Moritz 1928 i backhoppning där han kom på 25:e plats. Han tävlade även i nordisk kombination i samma Olympiska vinterspel och kom på 22:a plats.